# Ivindo Nationalpark
Ivindo Nationalpark (fransk: Parc national d'Ivindo) er en nationalpark i det østlige- centrale Gabon i Centralafrika, der grænser op til provinserne Ogooué-Ivindo og Ogooué-Lolo. Dens oprettelse blev præsenteret i august 2002, af den daværende præsident Omar Bongo, på Earth Summit i Johannesburg, sammen med Gabons 12 andre nationalparker. Parken er mest berømt for de spektakulære Kongou- og Mingouli-vandfald i Ivindofloden, kendt som "Ivindos vidundere", og omfatter også Ipassa Makokou biosfærereservatet og Langoué Baï, en af de 5 vigtigste skovlysninger i Centralafrika. Parken blev udpeget som et UNESCO verdensarvssted i 2021 på grund af sin enestående biodiversitet og relativt intakte tropiske skovøkosystem. 

## Geografi
Parkens fysiske træk omfatter Ivindo-floden, der er den vigtigste biflod til Ogooué, samt Mount Kingué (749 moh.)  og Mount Ngouadi (870 moh.) der er en gennemsnitlig nedbør på 1.672 mm, med toppe i nedbør mellem september og december, og mellem februar og maj. Der forekommer sæsonbestemt voldsomme tordenvejr og de kan undertiden danne lokale tornadoer, især på Ipassa-plateauet. Gennemsnitstemperaturen er 23,9 °C (målt ved Makokou et par kilometer fra den nordlige parkgrænse), med sæsonbestemt variation på omkring 3,3 °C.

## Biodiversitet
Parken har et areal på 3.000 km2, hvoraf næsten alt er skovklædt med en blanding af atlantisk kystskov i Nedre Guinea og halvløvskov, der er typisk for det centrale Congobassin. De gamle skove i syd indeholder en geografisk unik population af Caesalpinioideae (påfugleblomst), som igen giver levesteder for en meget bred mangfoldighed af sommerfugle, fugle og pattedyr. Disse arter omfatter den kritisk truede vestlige lavlandsgorilla, den almindelige chimpanse, den afrikanske skovbøffel, penselsvin, sitatunga og den afrikanske guldkat, samt en af de sidste relativt intakte populationer af skovelefanter. Blandt de interessanteste blandt fuglene er den truede rødhovedet kragedrossel og grå papegøje, men der er mere end 430 fuglearter registreret i parken.
De mange vandløb og vandfald i nationalparken har muliggjort en divers ferskvandsfauna. Der er mange fiskearter i parken, hvoraf 13 er truede. Der er mindst 7 arter af flodukrudt (Podostemaceae), og hvert vandfald kan indeholde unik akvatisk flora. Didji-floden er også et vigtigt levested for den kritisk truede panserkrokodille (Mecistops).

## Historie og bevaring
Siden 2001, før parkens oprettelse, har WCS (Wildlife Conservation Society) undersøgt og beskyttet den sydlige del af parken, koncentreret ved Langoué Bai. I 2004 anlagde WCS en specialbygget lejr 3 km fra Langoué Bai (en Bai er et pygmæord for en skovlysning med en flod eller å, der løber igennem den), med indkvartering og kontorer til forskere, hvilket giver vigtig indsigt i bai-økologi og en beskyttende tilstedeværelse mod krybskytter.
Institut de Recherche en Écologie Tropicale (IRET), er et tropeforskningsinstitut der ligger i den nordlige del af parken, 12 km fra den nærmeste by, Makokou,, mens Langoué Research Station, der drives af Wildlife Conservation Society (WCS), ligger i syd et par kilometer fra Langoué Baï .
| A forest elephant                                 |
| En skovelefant i Langoué Baï, Ivindo nationalpark |

| A large African rock python crossing a dirt road                |
| En Afrikansk klippepython på vejen mod syd i Ivindonationalpark |